# Kurt Schröder (director)
Kurt Albert Heinrich Theodor Schröder (Hagenow (Mecklenburg-Pomerània Occidental), 6 de setembre, 1888 - Frankfurt del Main, 5 de gener, 1962), va ser un director d'orquestra i compositor de cinema alemany.

## Biografia
Kurt Schröder era l'únic fill d'Otto Schröder (1856–1932), dietista oficial a Hagenow, després secretari d'universitat durant molt de temps a Rostock, i de la seva dona, la cantant d'òpera Henriette Dorothea Karoline Christina (anomenada Tina), de soltera Schmitz.
Schröder va passar els seus anys d'infància i joventut a Rostock, on la família es va traslladar quan ell tenia uns cinc anys. Després de graduar-se de l'institut amb un diploma de batxillerat a la "Great City School", hi va estudiar a partir de 1906, primer en alemany amb Wolfgang Golther, després el 1912 en musicologia amb Albert Thierfelder. Va continuar els seus estudis musicològics amb Hermann Kretzschmar a la Universitat Humboldt de Berlín de Berlín, i també va estudiar filosofia.
Després d'un període de pràctiques al "Rostock City Theatre" i la direcció de l'associació coral de l'Acadèmia de Cant de Rostock, Schröder va començar la seva carrera professional el 1910 com a segon director i actor al Teatre del Poble de l'Alta Silèsia de Königshütte, després de 1912 a 1914 va ser segon i més tard primer director al Teatre de la Ciutat d'Hildesheim i després del 1914 al 1917 va ser director del Teatre de la Ciutat de Chemnitz. Després de participar en la Primera Guerra Mundial, va ser primer director del "Königsberg City Theater" el 1918 (fins al 1920), i el 1921 va ser breument primer director del Teatre Estatal de Coburg i de l'Orquestra Estatal. De 1921 a 1923 va treballar com a director musical del "Münster City Theater" i finalment va ser primer director de l'Òpera de Colònia de 1923 a 1929.
El 1930, Schröder es va traslladar a Berlín i va compondre música de cinema, sobretot en col·laboració amb col·legues com Robert Stolz, Hanns Eisler i Karol Rathaus. Al mateix temps va ser director musical de Terra Film A.-G. El 1932 va ser portat a Londres per Alexander Korda, on, entre altres coses, Schröder va crear la música de la famosa biografia reial La vida privada d'Enric VIII. El 1934 va tornar a Berlín. Aquí va continuar la seva tasca com a compositor de cinema, ara l'únic responsable. El 1942 va ser exclòs de la Cambra de Música del Reich a causa de la seva dona "jueva", però se li va permetre continuar treballant com a compositor amb un permís especial.
Després del final de la guerra va deixar de treballar al cinema. De 1946 a 1953, Schröder va ser director en cap de l'Orquestra Simfònica de la Ràdio de Hesse (fins a 1950: Gran Orquestra Simfònica de Ràdio Frankfurt) i alhora cap del departament de música de RRHH. Estava molt compromès amb la reconstrucció d'aquesta orquestra. Com que l'arxiu sonor de l'emissora va ser destruït en gran part, es va produir una producció intensiva. A més del repertori simfònic i de concert, també es van crear nombroses produccions d'òpera i opereta sota la seva direcció. Juntament amb el director i compositor Winfried Zillig, també es va comprometre amb la música contemporània que havia estat suprimida després de 1933. Després va treballar com a director autònom.
Kurt Schröder estava casat amb la cantant d'òpera Nannchen (1940–1945 també: Sara) Malinowski (1894–1958) de Frankfurt del Main des del 5 d'agost de 1921.

## Filmografia
| - 1930: Der Hampelmann - 1930: Der Mörder Dimitri Karamasoff - 1931: Wer nimmt die Liebe ernst - 1931: Die Koffer des Herrn O.F. - 1931: Niemandsland - 1931: Hallo Hallo! Hier spricht Berlin! - 1932: Wedding Rehearsal - 1932: Die Dame vom Maxim (La Dame de chez Maxim’s) - 1932: Mirages de Paris - 1933: Großstadtnacht - 1933: The Song You Gave Me - 1933: The Girl from Maxim’s - 1933: Das Privatleben Heinrichs VIII. (The Private Life of Henry VIII.) - 1933: Cash - 1933: On Secret Service | - 1935: Schwarze Rosen - 1935: Black Roses - 1936: Schlußakkord - 1936: Eskapade - 1936: Onkel Bräsig - 1937: Fanny Elßler - 1938: Dreiklang - 1938: Scheidungsreise - 1939: Die Geliebte - 1940: Zwielicht - 1940: Mädchen im Vorzimmer - 1940: Der Sündenbock - 1941: Der laufende Berg - 1942: Die See ruft - 1949: Der Posaunist |

## Discografia (selecció)
Adolphe Adam:
- Die Nürnberger Puppe en llengua alemanya: Sanders Schier (Cornelius), Jakob Rees (Benjamin), Amon Lembach (Heinrich), Erika Köth (Berta), Cor i Orquestra de la Ràdio de Frankfurt (Südwestfunk-Orchester), Kurt Schröder (Dirigent), Emissió de ràdio a partir del 2 de març de 1962. (Line Music 2018)

Giacomo Puccini:
- Tosca en llengua alemanya: Aga Joesten (Tosca), Heinrich Bensing (Mario Cavaradossi), Ferdinand Frantz (Scarpia), Ewald Böhmer (Angelotti), Willy Hofmann (Spoletta), August Hempel (Sciarrone), Rolf Heide (Sagrestano), Cor i Orquestra Simfònica del Hessischer Rundfunk, Kurt Schröder (Dirigent). Frankfurt 1950 (Walhall)

Giuseppe Verdi:
- Die sizilianische Vesper en llengua alemanya: Maud Cunitz (Elena), Helge Rosvaenge (Arrigo), Heinrich Schlusnus (Montford), Otto von Rohr (Procida). Cor i Orquestra Simfònica del Hessischen Rundfunks, Kurt Schröder (Dirigent). Frankfurt, 12 de febrer 1951 (Line Music)

Richard Wagner:
- Tannhäuser: Günther Treptow (Tannhäuser), Trude Eipperle (Elisabeth), Aga Joesten (Venus), Heinrich Schusnus (Wolfram), Otto von Rohr (Landgraf). Cor i Orquestra Simfònica del Hessischen Rundfunks, Kurt Schröder (Dirigent). Frankfurt, cap al maig/juny de 1949 (Prússia)